# Elzéar Sabourin
Pour les articles homonymes, voir Sabourin.
Elzéar Sabourin, né en 1865 à Rigaud (Canada-Est) et mort en 1941 à Sainte-Madeleine-de-Rigaud (Québec), est un homme politique québécois.

## Biographie
Fils de Fabien Sabourin et d'Eulalie Mallette, il étudie au collège Bourget de Rigaud. En 1891, il épouse Mathilde Séguin. Comme son père, il est agriculteur. Il est maire de la municipalité de paroisse de Sainte-Madeleine-de-Rigaud de 1895 à 1902 et de 1919 à 1937 et préfet du comté de Vaudreuil en 1899, 1926 et 1927. Il est président de la corporation des syndics et de l'Assurance municipale de secours mutuels contre l'incendie.
Il est député libéral de la circonscription de Vaudreuil à l'Assemblée législative du Québec de 1931 à 1936 à la suite de ses victoires aux élections générales de 1931 et 1935. En 1931, il remporte 55,2 % des voix devant le conservateur Joseph-Ernest-Philippe Deguire. En 1935, dans une lutte serrée à trois avec le libéral indépendant et ancien conservateur Joseph Allen Bray et le conservateur Dionel Bellemare, il remporte à nouveau la circonscription avec 37,4 % des voix. Il ne se représente pas à l'élection anticipée de 1936. Alors que l'échiquier politique québécois subit une transformation avec la disparition du Parti conservateur et l'arrivée au pouvoir majoritaire de l'Union Nationale, le candidat libéral qui succède à Elzéar Sabourin, Alphide Sabourin, arrive au troisième rang.